# Relife
Relife (ReLIFE) ist eine Webmangaserie von Yayoiso, die seit 2013 in Japan erscheint. Die Seinen-Serie wurde in Form einer Anime-Fernsehserie umgesetzt, die auch deutsch untertitelt veröffentlicht wurde. Für Herbst 2016 ist auch die Umsetzung als Theaterstück in Tokio und Osaka angekündigt.

## Handlung
Arata Kaizaki (海崎 新太) hat mit 27 Jahren nicht viel erreicht: Trotz Studium ist er seit längerem arbeitslos und findet einfach keinen neuen Job. Seinen wenigen Freunden täuscht er vor, noch Arbeit zu haben, doch meist faulenzt er nur. Eines Abends trifft er auf der Straße Ryō Yoake (夜明), der ihm anbietet am Relife-Testprogramm teilzunehmen. Betrunken stimmt Kaizaki zu und nimmt sogleich die angebotene Pille. Am nächsten Morgen sieht er zehn Jahre jünger aus. Yoake erklärt dem erschrockenen Kaizaki, dass es im Programm darum geht ihn nochmals für ein Jahr auf die Oberschule zu schicken und damit eine zweite Chance im Leben zu bieten. Danach würde er wieder zu seiner alten Gestalt zurückkehren und im Erfolgsfall einen Job bekommen. Er willigt schließlich ein.
Kaizaki kommt zu Beginn des letzten Jahres der Oberschule neu in die Klasse, die auch Yoake zu seiner Beobachtung besucht. Er hat zunächst Schwierigkeiten, sich an den Schulalltag zu gewöhnen, doch findet er recht schnell Freunde. Dies sind der coole und schlaue, aber unsportliche Kazuomi Ōga (大神 和臣) und die kluge und zurückhaltende Chizuru Hishiro (日代 千鶴). Beide sind Klassensprecher, da sie die besten Noten in den Anfangstests hatten. Kaizaki und An Onoya (小野屋 杏) haben keinen der Tests bestanden, sodass sie sie wiederholen müssen. Ōga will ihnen dabei helfen, wie auch die ehrgeizige Rena Kariu (狩生 玲奈), die selbst gern Klassensprecherin geworden wäre.
Yoake berichtet stets über Kaizakis Entwicklung und ist mit der Entwicklung seiner sozialen Kontakte auch zufrieden. Kaizaki findet Zugang zur verschlossenen Hishiro und hilft ihr, etwas aufgeschlossener zu sein und Freunde zu finden. So gelingt es Hishiro, Freundschaft mit Kariu zu schließen, auch wenn ihr ungeschickter Umgang mit anderen Menschen ihr zunächst im Wege steht. Als sich Ōga und An sich bei Kaizaki einladen, um bei ihm zu lernen, erfährt Kaizaki – nachdem Ōga gegangen ist – dass An wie Yoake bei Relife arbeitet und beide in seinem Alter sind. Vor ihm hatte Yoake bereits einen anderen Klienten, ist an diesem jedoch gescheitert, da er sich erst zu viel und dann zu wenig einmischte.
An der Schule kommt Hishiro nun zwar besser mit anderen zurecht, doch Rena ärgert sich immer mehr darüber, dass andere erfolgreicher sind als sie. Nicht nur ist Hishiro an ihrer Stelle Klassensprecherin, auch ihre Freundin Honoka Tamarai (玉来 ほのか) ist viel besser im Volleyball als sie. Als sich Rena auch noch am Fuß verletzt, eskaliert ein Streit zwischen den beiden. Ōga hilft Rena während ihrer Genesung, kann die Freundschaft zu Tamarai aber nicht heilen. Da sie die Konflikte ihrer Freunde belasten, sprechen Kaizaki und Hishiro miteinander, erzählen sich, dass sie beide schon einmal erfolglos Mobbingopfern zu helfen versucht haben und beschließen trotz der schlechten Erfahrung mit Einmischung in das Leben anderer nun, gemeinsam ihren Freunden zu helfen. Sie konfrontieren gemeinsam mit allen ihren Freunden Rena und Honoka mit ihren Gefühlen und wie wichtig sie sich gegenseitig sind. So kommt ihre Freundschaft wieder ins Lot und Hishiro wird in ihren Freundeskreis aufgenommen.
Durch den Todestag seiner früheren Kollegin wird Kaizaki daran erinnert, dass sie sich das Leben nahm, nachdem sie in seiner Gegenwart gemobbt wurde und er sich eingemischt hatte. Die Erinnerung deprimiert ihn. Als er aber junge Kollegen aus der gleichen Firma trifft, die seine Einstellung gegen Mobbing teilen und ihn als Vorbild sehen, weil er wegen des Mobbings der Kollegin kündigte, kann er neuen Mut fassen. Da der Sommer bald zu Ende geht, will er gemeinsam mit Hishiro und den anderen Freunden Ōga endlich klarmachen, dass er sich in Rena und sie sich in ihn verliebt hat. Nachdem sie bei ihren Freunden Rat geholt haben, gestehen sich die beiden beim Sommerfest schließlich ihre Gefühle und werden ein Paar – obwohl oder gerade weil Ōga nach der Schule auf eine andere Universität wechselt als Rena. Hishiro überzeugt dies, dass auch kurzzeitiges Glück, das nicht lange halten wird, es wert ist gesucht zu werden. Auch wenn Kaizaki und Hishiro sich keine Gefühle offenbaren, zeigen sie sich am gleichen Abend beide, dass sie etwas für einander empfinden. Doch befürchten sie, vom anderen vergessen zu werden und überhaupt eine Beziehung zu einem Teenager einzugehen – denn auch Hishiro ist Teilnehmer eines ReLife, betreut von An, ohne dass Hishiro oder Kaizaki gegenseitig davon wissen. So freuen sich nur Yoake und An darüber, dass sich ihre beiden Schützlinge gegenseitig unterstützen, sich in ihrer Zeit sehr positiv entwickeln und einen guten Einfluss auf ihre Mitmenschen haben.
In der Zeit vor Weihnachten kommen sich Kaizaki und Hishiro immer näher. Vor allem Hishiro merkt, dass sie sich in Kaizaki verliebt hat. Sie ahnt, dass auch er ein Teilnehmer am ReLife ist und fürchtet, ihn zu vergessen wenn das Experiment beendet ist. Ihre Betreuer wissen das, denn die Teilnehmer werden aus dem Gedächtnis aller, zu denen sie während des Jahres Kontakt hatten, getilgt – auch wenn das andere ReLife-Teilnehmer sind. Vor allem An macht sich Vorwürfe, die Liebe der beiden damit zerstören zu müssen. Hishiro überwindet sich dennoch und lädt, nachdem auch Rena und Ōga zu Weihnachten verabredet sind, Kaizaki auf ein Weihnachtsdate ein. Gemeinsam verbringen sie den Tag im Vergnügungspark und beim Einkaufen und gestehen sich schließlich ihre Liebe. Sie verbringen noch einige glückliche Wochen miteinander, ehe beide ihr ReLife erfolgreich abschließen können. Nach dem schweren Abschied auf ihrem liebgewonnenen Schülerleben mit den neuen Freunden vergessen sie auch einander. Doch beide treten danach eine Stelle bei ReLife an, um ihre Erfahrungen weitergeben zu können. So treffen sie sich eines Abends bei einer Firmenfeier zufällig und erinnern sich plötzlich wieder der gemeinsamen Zeit.

## Veröffentlichung
Vom 12. Oktober 2013 bis 16. März 2018 erschienen die Kapitel der Serie im Online-Magazin Comico, das von NHN PlayArt betreut wird. Der Verlag Earth Star Entertainment brachte die Geschichte auch in insgesamt 15 Sammelbänden heraus. Diese verkauften sich in den ersten beiden Wochen nach Veröffentlichung jeweils über 60.000-mal. Im Februar 2016 überschritt die Gesamtzahl der Verkäufe der ersten vier Bände 1 Million.
Auf Deutsch erscheint die Serie seit September 2019 bei Tokyopop in bisher 13 Bänden (Stand: Oktober 2024). Eine französische Übersetzung des Mangas erscheint bei Editions Ki-oon. Eine englische Online-Ausgabe erschien bei Crunchyroll.

## Anime-Adaption
Bei TMS Entertainment entstand 2016 eine Anime-Fernsehserie auf Grundlage des Mangas. Regie führte Tomochi Kosaka und die Serienkonzeption lag bei Kazuho Hyodo und Michiko Yokote. Das Charakterdesign entwarf Junko Yamanaka und die künstlerische Leitung lag bei Kentaro Akiyama.
Am 24. Juni 2016 wurden alle 13 Folgen über die App ReLIFE Channel veröffentlicht, am 1. Juli erfolgte die Komplettveröffentlichung für das internationale Publikum bei Crunchyroll für zahlende Mitglieder. Später punkt Mitternacht folgte auch die Ausstrahlung im japanischen Fernsehen, bei den Sendern AT-X, Gunma TV, BS11, Tochigi TV und Tokyo MX. Parallel zur Fernsehausstrahlung in Japan werden die Folgen auf Crunchyroll, unter anderem mit deutschen und englischen Untertiteln, auch kostenlos abrufbar.
Am 21. März 2018 wurden vier weitere Episoden als OVA auf DVD und Blu-ray in Japan veröffentlicht, sowie auf Amazon Prime und Crunchyroll mit Untertiteln in verschiedenen Sprachen, inklusive deutschen und englischen. Die OVA wurde vom gleichen Team produziert wie die Serie.

### Synchronisation
Die Synchronisation entstand bei Oxygen Sound Studios in Berlin unter der Regie von Sabine Winterfeldt.
| Rolle           | japanischer Sprecher (Seiyū) | deutscher Sprecher   |
| --------------- | ---------------------------- | -------------------- |
| Arata Kaizaki   | Kensho Ono                   | Johannes Walenta     |
| Chizuru Hishiro | Ai Kayano                    | Daniela Molina       |
| Ryō Yoake       | Ryohei Kimura                | Sebastian Kluckert   |
| An Onoya        | Reina Ueda                   | Shanti Chakraborty   |
| Kazuomi Ōga     | Yūma Uchida                  | Max Felder           |
| Rena Kariu      | Haruka Tomatsu               | Giovanna Winterfeldt |
| Honoka Tamarai  | Himika Akaneya               | Katie Okwuazu        |
| Kokoro Amatsu   | Miyuki Sawashiro             | Sabine Winterfeldt   |
| Sumire Inukai   | Ryōko Shiraishi              | Jelena Baack         |

### Musik
Die Musik der Serie wurde komponiert von Masayasu Tsuboguchi. Der Vorspann ist unterlegt mit dem Lied Button (ボタン) von Penguin Research. Die Abspannlieder, in jeder Folge ein anderes, sind:
- Iijū Rider (イージュー★ライダー) von Tamio Okuda
- Hot Limit von T.M. Revolution
- Timing (Timing ~タイミング~) von Black Biscuits
- Honey von L’Arc~en~Ciel
- Kore wa Watashi no Ikiru Michi (これが私の生きる道) von Puffy
- Sunny Day Sunday von Sentimental Bus
- Saudade (サウダージ) von Porno Graffitti
- Yuki no Hana (雪の華) von Mika Nakashima
- There will be love there -Ai no Aru Basho- (There will be love there -愛のある場所-) von The Brilliant Green
- Asu e no Tobira (明日への扉) von I Wish
- Pieces of a Dream von Chemistry
- Natsu Matsuri (夏祭り) von Whiteberry
- Button (ボタン) von Penguin Research